# Розсипне (Хрестівська міська громада)
Розсипне́ — село Хрестівської міської громади Горлівського району Донецької області, Україна. Населення становить 497 осіб.

## Загальні відомості
Відстань до райцентру становить близько 19 км і проходить автошляхом місцевого значення.
Землі села межують із територією смт Фащівка Антрацитівського району Луганської області та смт Розсипне Торезької міської ради Донецької області.
Неподалік від села розташована ботанічна пам'ятка загальнодержавного значення «Урочище Грабове».
Унаслідок російської військової агресії Розсипне перебуває на території ОРДЛО.

## Населення

### Мова
Розподіл населення за рідною мовою за даними перепису 2001 року:
| Мова            | Кількість | Відсоток |
| --------------- | --------- | -------- |
| російська       | 251       | 50.51%   |
| українська      | 243       | 48.89%   |
| інші/не вказали | 3         | 0.60%    |
| Усього          | 497       | 100%     |